# Scirpus ficinioides
Scirpus ficinioides är en halvgräsart som beskrevs av Carl Sigismund Kunth. Scirpus ficinioides ingår i släktet skogssävssläktet, och familjen halvgräs. Inga underarter finns listade i Catalogue of Life.